# Partido (cidade)
Partido é um pequeno município da República Dominicana pertencente à província de Dajabón.
Sua população estimada em 2012 era de 2 001 habitantes.